# Ludovico Grossi da Viadana
Lodovico Grossi da Viadana fue un compositor italiano y fraile franciscano que nació en Viadana, un pueblo de la provincia de Mantua, alrededor del año 1560. Destacó especialmente como autor de música religiosa y madrigales. Fue uno de los primeros compositores en utilizar la técnica del bajo continuo, elemento que iba a definir el final del Renacimiento y principios del Barroco. Murió en Gualtieri el 2 de mayo de 1627.

## Biografía
Existen pocos datos sobre la vida de Ludovico anteriores a 1593. Se sabe que perteneció a la familia Grossi, aunque posteriormente tomó el nombre de su ciudad natal cuando entró a formar parte de la Orden de los Observantes Menores, por lo que era más comúnmente conocido como Ludovico da Viadana. Aunque no hay evidencia contemporánea, se ha afirmado que estudió con Costanzo Porta, un compositor italiano del Renacimiento y representante de lo que hoy se conoce como escuela veneciana.
Entre los años 1594 y 1597 ocupó el cargo de maestro de capilla de la catedral de Mantua. En 1597 se trasladó a Roma y en el año 1602 se convirtió en maestra de capilla del Convento de San Luca, en la ciudad de Cremona. También ocupó el puesto en la catedral de Concordia, cerca de Venecia, entre noviembre de 1608 y abril-mayo de 1609; finalmente, a partir de 1610 en la catedral de Fano, en la costa este de Italia hasta marzo de 1612. Durante tres años, entre 1614 y 1617, abandonó la actividad musical para asumir el puesto de diffinitor, es decir, el responsable de su orden religiosa para la provincia de Bolonia, que incluía Ferrara, Piacenza y Mantua. Poco después pasó un tiempo con problemas causados por la enemistad de algunos de sus compañeros religiosos. En 1623, debido a las difíciles relaciones con sus hermanos, se estableció en Busseto; y más tarde se trasladó al convento de Sant'Andrea, en Gualtieri, cerca de Parma, donde murió. 

## Estilo musical e influencias
Ludovico ha pasado a la historia de la música al ser considerado como la figura fundamental para entender en qué consistió la renovación del repertorio sacro a principios del siglo XVII, a pesar de tener una actividad musical más modesta y menos reconocida que otros músicos italianos contemporáneos. Su experiencia como maestro de capilla en un gran número de templos le permitió no solamente desarrollar su actividad como intérprete y compositor, sino también asimilar las reglas de regir una capilla musical.
Su principal aportación a la evolución de la música eclesiástica de su época consistió en dedicar una atención especial a la voz solista como intérprete del repertorio religioso, así como en haber comenzado a investigar las posibilidades del bajo continuo como acompañamiento para la música sacra mediante el órgano. Las intenciones de Viadana, motivadas por aspectos fundamentalmente prácticos, se encaminaban hacia la composición de un repertorio musical adecuado para ser interpretado por parte de las capillas musicales de los templos más pequeños. Estos centros litúrgicos de dimensiones y presupuestos reducidos carecían a menudo de los medios necesarios para mantener un conjunto de músicos como el que hubiera requerido la interpretación del repertorio polifónico e incluso policoral de los grandes templos. Estas composiciones polifónicas, además de requerir un número elevado de voces para su interpretación, también planteaban la necesidad de contar con uno o varios instrumentos de viento para conseguir así sonoridades más ricas. 
Por otro lado, Viadana es considerado el creador del bajo continuo como elemento de acompañamiento de la voz con un instrumento. Sin embargo, la técnica del bajo continuo ya había sido utilizada algunos años antes como acompañamiento del estilo recitativo por Caccini y Peri, e incluso había aparecido en diferentes fuentes por lo menos desde 1597. A pesar de ello, fue Viadana el primero en utilizar esta técnica en música sacra y con acompañamiento de órgano. 
En 1602 salió a la luz su primera edición de los Cento Concerti Ecclesiastici, agrupados en 5 volúmenes, considerada una de las primeras publicaciones de música sacra con bajo continuo. La colección contenía, como su propio título indica, cien motetes sobre textos latinos para voz y órgano, de los cuales cuarenta debían ser interpretados por una voz solista de soprano, alto o tenor, mientras que el resto, en los que el compositor seguía fielmente las reglas tradicionales del contrapunto, aparecían dispuestos para ser interpretados por diversos conjuntos de voces, desde dúos hasta cuartetos. La aparición de los Cento Concerti Ecclesiastici inició un desarrollo del repertorio sacro en una dirección que pronto lo haría asemejarse al de la música profana a voce sola. 
Escribiendo hasta para cuatro voces con indispensable acompañamiento de órgano, demostró que el nuevo medio era factible para la música de iglesia, y aunque los resultados musicales eran a menudo modestos o incluso parecían retrógrados, la influencia de la colección fue inmensa, lo que dio lugar a que pronto la curiosidad por este recién surgido tratamiento del repertorio eclesiástico se extendiera por las instituciones musicales del norte de Italia. A causa de su popularización entre los músicos contemporáneos, este estilo monódico llegaría a evolucionar por caminos muy cercanos en ocasiones a los que seguían las escuelas de música profana de la época.
A partir de la década de 1620 fueron varios los compositores que demostraron con sus obras haber asumido la herencia de Viadana, componiendo obras musicales de tema sacro en las que una voz solista era acompañada por un bajo continuo o por un bajo seguente; y todavía tres décadas más tarde, en los años 1650, después de la muerte del compositor, el estilo creado por él llegó a su momento de máximo esplendor, con compositores como Giacomo Carissimi. El estilo creado por Lodovico da Viadana de una manera prácticamente forzada por las limitaciones materiales de las capillas musicales donde trabajaba, llegaría a madurar lo suficiente como para dar lugar a las primitivas formas de la cantata y el oratorio barroco, con las que tuvo lugar la fusión más consistente entre el estilo dramático italiano y la música sacra.

## Composiciones musicales
En la producción de Viadana, la mayoría de la cual sobrevive, predomina la música sacra vocal. Sus composiciones fueron numerosas, entre las que encontramos Misas, Madrigales, Motetes, Salmos, Magníficats y Lamentaciones, que fueron publicados en numerosas ediciones en Roma, Milán, Venecia…
También escribió música profana, pero la cantidad es limitada como se puede esperar de un miembro de una estricta orden religiosa. Entre 1590 y 1594 publica dos volúmenes de canzonettas (uno para tres y otro para cuatro voces) que muestran en su delicadeza alguna relación con las villanellas de Luca Marenzio. Por otro lado, publica un volumen de sinfonías instrumentales (Sinfonia Musicali), que recuerdan al estilo de la canzona instrumental, llevando cada una de estas piezas el nombre de una ciudad diferente en Italia, como La romana o La genovese.
Sus primeras composiciones todavía están vinculados al lenguaje de la música del Renacimiento, estrictamente a capela con un equilibrado estilo polifónico entre las voces, aunque después de 1602, con la publicación de Cento concerti ecclesiastici escribió cada vez más en un estilo barroco temprano, con frecuentes pasajes concertatos y siempre con un bajo continuo para órgano, que en realidad era un basso seguente en lugar de un verdadero bajo continuo. Consistía en una técnica improvisatoria para el órgano con los acordes que mejor se avenían a la armonía del conjunto, utilizado en composiciones corales como los motetes. Tres volúmenes son particularmente dignos de atención: las misas de 1596 fueron muy populares, las Lamentationes Op 22 con finas melodías expresivas, y los Completorium Op 16 con una brillante interacción de fuerzas corales. Incluso, algunos de sus salmos están compuestos al estilo policoral veneciano, como es el Salmo op. 27 para cuatro coros separados espacilamente. Por último, sus últimas composiciones anticipan el posterior concierto instrumental, basado en el diálogo entre diferentes grupos de instrumentos. Estas composiciones indican ya los instrumentos específicos a los que iban destinados, una práctica todavía no muy extendida en la época.
En definitiva, Viadana se ubica muy bien entre los compositores de comienzos del Barroco por la frescura, fluidez y notable calidad expresiva de su música; además, formó a muchos alumnos que continuaron su obra. La música de Viadana influyó no sólo en Italia, sino también en el extranjero, especialmente en Francia y Alemania, y en particular en compositores como Michael Praetorius, Johann Hermann Schein y Heinrich Schütz. Fue en gran parte a través de Viadana que el estilo concertante llegó a Alemania, donde alcanzó su máximo desarrollo a principios del siglo XVII.